# Drużba (obwód winnicki)
Drużba (ukr. Дружба, hist. pol. Pohoryła) – wieś na Ukrainie, w obwodzie winnickim, w rejonie mohylowskim, w hromadzie Kuryłowce Murowane. W 2023 liczyła 528 mieszkańców.